# Bend (Oregon)
Pour les articles homonymes, voir Bend (homonymie).
Bend est une ville américaine, siège du comté de Deschutes dans l'Oregon, dont la population est estimée en 2006 à 75 290 habitants. Le nom de la ville provient de Farewell Bend, nom par lequel les pionniers désignaient le lieu, un des rares gués sur la rivière Deschutes.

## Histoire
La première exploration de la région, menée par Peter Skene Ogden, eut lieu en 1824. D'autres explorateurs suivirent et les pionniers continuèrent leur route vers l'est grâce au gué de Farewell Bend. La première colonisation du site n'eut lieu qu'au début des années 1900, et la ville fut incorporée en 1904. Bend devint le siège du comté de Deschutes lors de sa formation en 1916.

## Géographie

### Situation
La ville se situe à l'est de la chaîne des Cascades, à l'orée du Grand Bassin, à 1 100 m d'altitude. Elle est implantée sur un volcan éteint, ce dont témoigne, par exemple, la Pilot Butte, qui domine le centre-ville.

### Démographie
| Groupe            | Bend | Oregon | États-Unis |
| ----------------- | ---- | ------ | ---------- |
| Blancs            | 91,3 | 83,7   | 72,4       |
| Autres            | 3,4  | 5,3    | 6,2        |
| Métis             | 2,6  | 3,8    | 2,9        |
| Asiatiques        | 1,3  | 3,7    | 4,8        |
| Amérindiens       | 0,8  | 1,4    | 0,9        |
| Afro-Américains   | 0,5  | 1,8    | 12,6       |
| Océaniens         | 0,1  | 0,4    | 0,2        |
| Total             | 100  | 100    | 100        |
|                   |      |        |            |
| Latino-Américains | 8,2  | 11,8   | 17,37      |

Selon l’American Community Survey, pour la période 2011-2015, 92,91 % de la population âgée de plus de 5 ans déclare parler anglais à la maison, alors que 4,48 % déclare parler l'espagnol et 2,62 % une autre langue.

### Climat
Le climat de Bend est typique des déserts élevés, avec des journées chaudes et ensoleillées, des nuits froides et peu de précipitations.
| Mois                                  | jan.     | fév.     | mars     | avril    | mai      | juin    | jui.    | août    | sep.     | oct.     | nov.     | déc.     | année            |
| ------------------------------------- | -------- | -------- | -------- | -------- | -------- | ------- | ------- | ------- | -------- | -------- | -------- | -------- | ---------------- |
| Température minimale moyenne (°C)     | −4,1     | −4,3     | −2,4     | −0,8     | 2,8      | 5,6     | 9,2     | 8,8     | 5,2      | 0,9      | −2,1     | −4,8     | 1,2              |
| Température moyenne (°C)              | 0,9      | 1,7      | 4,3      | 6,7      | 10,9     | 14,3    | 19      | 18,6    | 14,7     | 9,1      | 3,7      | 0,1      | 8,7              |
| Température maximale moyenne (°C)     | 5,8      | 7,6      | 10,9     | 14,3     | 19,1     | 23,2    | 28,8    | 28,5    | 24,3     | 17,2     | 9,5      | 5        | 16,2             |
| Record de froid (°C) date du record   | −32 1950 | −32 1933 | −25 1917 | −13 1903 | −12 1903 | −6 1915 | −3 1977 | −6 1927 | −11 1926 | −18 2002 | −26 1955 | −32 1919 | −32 1933 et 1950 |
| Record de chaleur (°C) date du record | 22 2015  | 24 1923  | 28 1916  | 34 1904  | 34 2001  | 42 2021 | 40 1939 | 39 1972 | 38 2020  | 33 1917  | 25 1949  | 19 1980  | 42 2021          |
| Précipitations (mm)                   | 35,8     | 25,1     | 17,8     | 20,1     | 24,6     | 17,3    | 11,2    | 8,9     | 7,9      | 16,5     | 32       | 52,6     | 269,8            |
| dont neige (cm)                       | 17,5     | 13,7     | 3,6      | 1,5      | 0        | 0       | 0       | 0       | 0        | 0,5      | 4,1      | 16,5     | 57,4             |
| Nombre de jours avec précipitations   | 9        | 7,8      | 5,8      | 6,5      | 5,9      | 4,1     | 2,5     | 2,3     | 2        | 4,1      | 7,5      | 8,5      | 66               |
| Nombre de jours avec neige            | 3,9      | 2,8      | 1        | 0,5      | 0        | 0       | 0       | 0       | 0        | 0,2      | 1,4      | 4        | 13,8             |

| Diagramme climatique                                  |             |              |              |             |             |             |            |            |             |           |           |
| J                                                     | F           | M            | A            | M           | J           | J           | A          | S          | O           | N         | D         |
| 5,8−4,135,8                                           | 7,6−4,325,1 | 10,9−2,417,8 | 14,3−0,820,1 | 19,12,824,6 | 23,25,617,3 | 28,89,211,2 | 28,58,88,9 | 24,35,27,9 | 17,20,916,5 | 9,5−2,132 | 5−4,852,6 |
| Moyennes : • Temp. maxi et mini °C • Précipitation mm |             |              |              |             |             |             |            |            |             |           |           |

## Économie
À l'origine l'économie de Bend était basée sur l'industrie du bois. Aujourd'hui le tourisme est un secteur important de l'économie locale (VTT, pêche, escalade, randonnée, rafting, ski sur le mont Bachelor…).

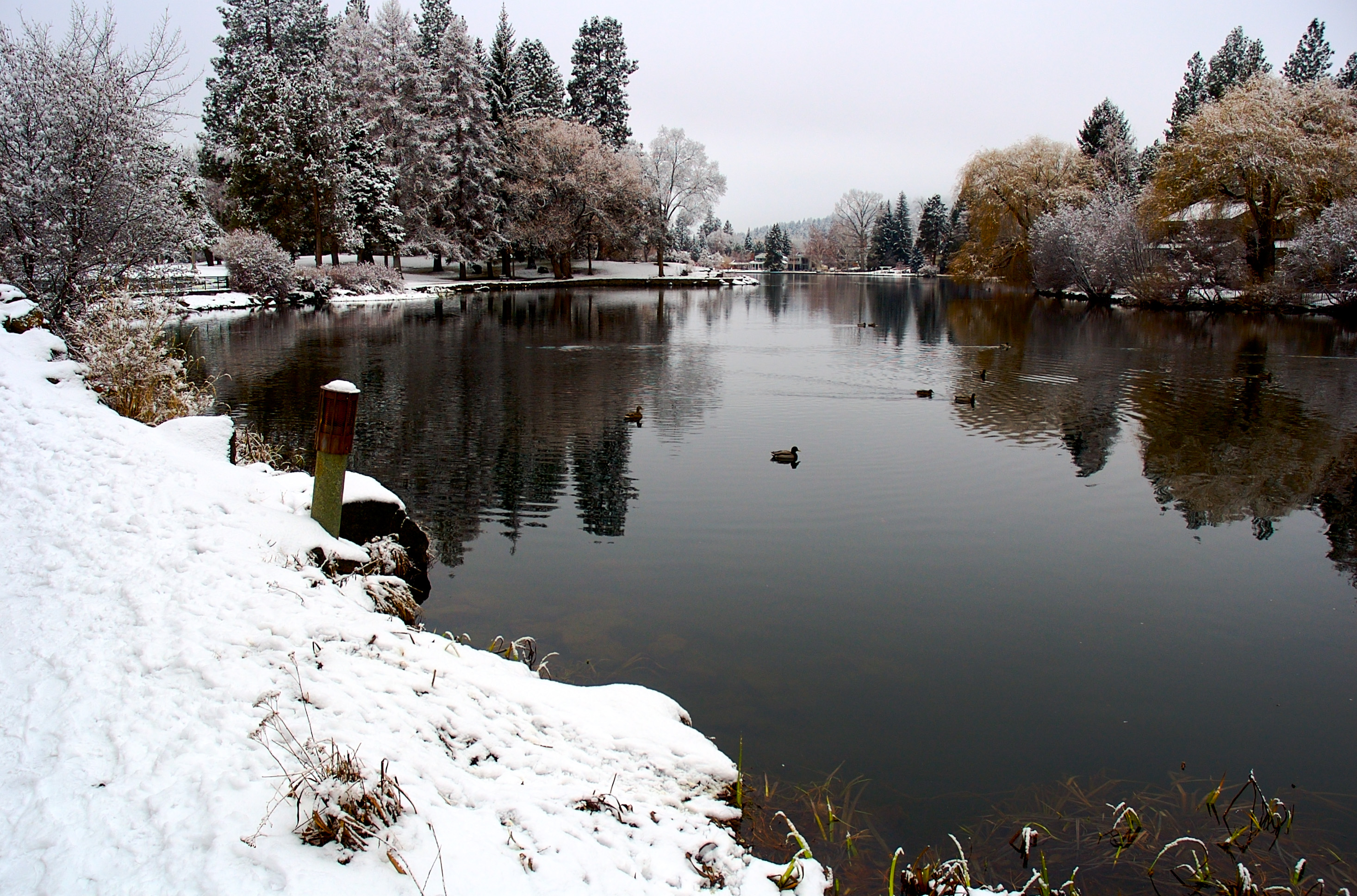
Drake Park en hiver.

Bend est également le siège d'une des plus importantes brasseries artisanales du pays : la brasserie Deschutes.

## Patrimoine
Parmi les bâtiments remarquables de la ville, quelques-uns sont inscrits au Registre national des lieux historiques. C'est le cas, par exemple, de l'ancien bureau de poste dit Old U.S. Post Office, qui l'est depuis le 14 février 1985.

## Jumelages
- Belluno (Italie)
- Condega (Nicaragua)
- Fujioka (Japon)
- Muzaffarabad (Pakistan)

## Personnalités liées à la ville
- Kiki Cutter, skieuse alpine, est née à Bend.
- Christopher Horner, coureur cycliste.
- Ian Boswell, coureur cycliste